# 무라마쓰 다이스케
무라마쓰 다이스케(일본어: 村松 大輔, 1989년 12월 16일 ~ )는 일본의 전 축구 선수이다.

## 구단 경력
그는 2009년부터 2018년까지 J리그의 쇼난 벨마레, 시미즈 에스펄스, 도쿠시마 보르티스, 비셀 고베, 기라반츠 기타큐슈에서 활동하였다.

## 국가대표팀 경력
그는 2012년 하계 올림픽에 참가할 일본 U-23 국가대표팀에 발탁되었으며, 1경기에 출전, 4강 진출.